# Gaetano Alemani
Pour les articles homonymes, voir Alemani et Alemanni.
Gaetano Alemani, né à Bologne en 1728 et mort dans la même ville le 14 décembre 1782, est un peintre architectural, scénographe et ornemaniste italien, actif dans la seconde moitié du XVIIIe siècle.

## Biographie
Gaetano Alemani naît en 1728. Il devient élève de Stefano Orlandi (en) et de Mauro Antonio Tesi,. Avec Antonio Galli da Bibiena, il apprend la peinture théâtrale. Il s'est spécialisé dans l'ornement et la peinture d'architecture,.
Alemani est membre de l'Accademia Clementina. Il meurt le 14 décembre 1782,.

## Œuvres
Son style d'ornement fait preuve de considération du milieu scénographique, Alemani alternant les effets de lumières et d'ombres dans ses œuvres. Selon Oretti, de toutes ses œuvres, il ne reste plus que la décoration effectuée à la 148e chapelle du sanctuaire Madonna di San Luca à Bologne et dans le bas de l'arc de triomphe, le chœur et le presbytère de l'église del Carmine de Forli (it).
Parmi les œuvres disparues, on compte la chapelle de la Nativité de la Vierge de San Biagio, la chapelle principale de l'église de Pizzocalvo (aujourd'hui San Lazzaro di Savena) ou l'autel saint Roch à la basilique San Petronio de Bologne. Il a aussi travaillé sur plusieurs théâtres comme en réalisant des scènes avec Vincenzo Martinelli au théâtre communal en 1775. Avec Bibiena et Pietro Scandellari, il décore le théâtre du Collegio San Luigi (it) de Bologne.